# Кардо-Сысоевы
Кардо-Сысоевы — русский дворянский род.
Происходит от Тита Григорьевича Карды-Сысоева, участвовавшего в польской войне 1654—1656. Внесён в VI часть родословной книги Смоленской и Тверской губерний.

## Известные представители
- Кардо-Сысоев, Алексей Фёдорович (род. 1941) — доктор физико-математических наук, специалист по мощной импульсной технике, лауреат Государственной премии СССР.
- Кардо-Сысоев, Константин Николаевич (1870—1942) — врач-офтальмолог, доктор медицины; тамбовский краевед.